# Relief (sculpture)
Pour les articles homonymes, voir Relief.

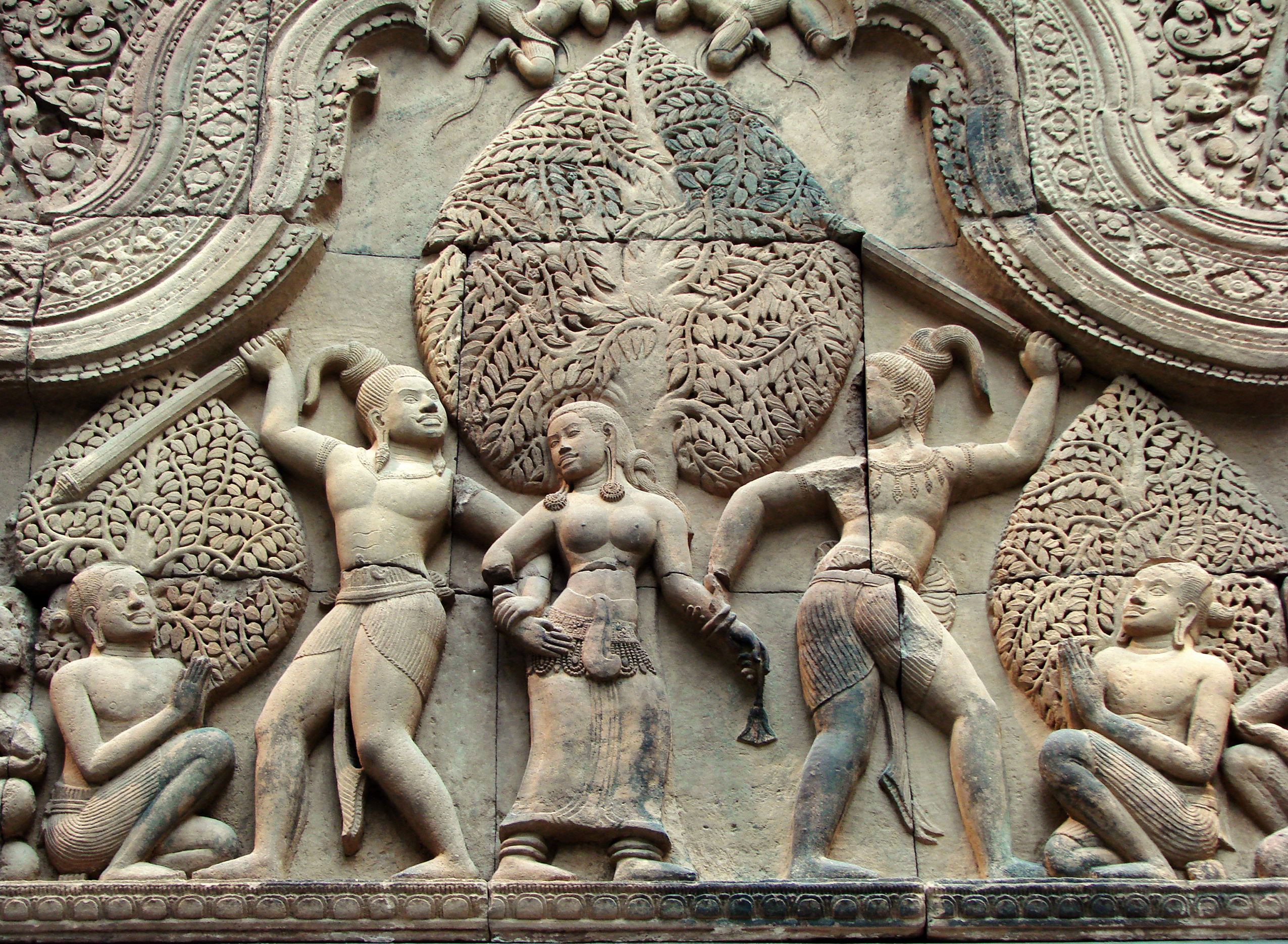
Bas-relief du temple de Banteay Srei, province de Siemreap, Cambodge, vers 967.

Un relief, en sculpture ou en architecture, dans l'imprimerie ou la lithographie, et dans les arts plastiques en général (parfois aussi en pâtisserie et confiserie), est une technique dans laquelle une figure se détache au-dessus de la surface de son support.
Elle s'oppose en principe à la gravure où la figure est creusée et se détache sous cette surface. Mais, dans certains cas (dont nombre de bas-reliefs et d'ouvrages ajourés), on ne peut distinguer clairement cette surface qui est entièrement sculptée sans aucune zone plane, et qui offre autant d'éléments en relief que d'éléments en creux (voire percés de part en part), l'objet n'ayant donc pas d'épaisseur moyenne pertinente. On doit alors les distinguer plutôt par les techniques de réalisation ou par leur utilisation (notamment si on plaque l'objet sculpté contre un autre, ne laissant alors apparaître qu'une seule surface en relief).
La figure en relief peut être :
- soit sculptée, taillée ou usinée dans la matière même du support (par exemple la sculpture sur pierre, sur les gemmes, sur la glace pour les sculptures éphémères, sur le verre ou le cristal, ou sur des matières organiques naturelles, éventuellement durcies par traitement préalable ou fossilisées, comme le bois, l'os, le cuir, l'ivoire ou la dentition animale, la nacre, la résine végétale ou l'ambre) ;
- soit obtenue par gravure du support (par exemple dégagée à l'acide pour le relief des objets d'art ou de faible série en verre, comme les vases et urnes ou certains vitraux) ;
- soit par dépôt de matière en relief sur certaines parties du support (pour l'impression en taille-douce des billets de banque, des timbres postaux ou fiscaux, des pièces officielles d'identité, des titres financiers au porteur, des tickets de jeux d'argent, de certains tickets de spectacle ou de manifestations sportives importantes, ou encore des coupons authentifiés ayant une valeur numéraire, à l'aide d'une matrice gravée et d'encres spéciales qui adhèrent au support imprimé sans s'y diffuser comme les encres classiques : la taille-douce en relief est un moyen efficace, car techniquement difficile à réaliser mais relativement facile à identifier, pour limiter les contrefaçons ; en raison de son coût, la taille-douce authentifie le support produit en série, mais rarement l'instance du titre dont les identifiants uniques sont imprimés de façon plus classique sans relief mais ne peuvent être effacés ou modifiés sans altérer le support en taille-douce) ;
- soit obtenue par moulage complet du relief et de son support dans une matière fondue (comme le métal, le verre, la cire, puis refroidie dans son moule, y compris des matières alimentaires comme le sucre et le chocolat), ou délayée (puis séchée et éventuellement cuite dans son moule pour la durcir comme le plâtre, la terre, la céramique), ou à partir d'un mélange chimique qui durcit rapidement lui-même ou après chauffage (avec évaporation éventuelle d'un solvant, par exemple pour les moulages en résines et matières plastiques) ;
- soit obtenue par pressage du support, éventuellement rendu plus malléable par préchauffage (par exemple pour la frappe des monnaies, notamment celles en métaux malléables comme l'or, l'argent, le bronze, le cuivre ou le nickel et leurs alliages, à partir d'une matrice froide faite dans un métal beaucoup plus dur comme la fonte ou l'acier et obtenue par moulage ou usinage, ou pour la frappe des scellés de cire fondue à l'aide d'un sceau), ou sur les deux surfaces en même temps (pour l'authentification par des sceaux de documents officiels, les sceaux étant eux-mêmes en relief et réalisés par d'autres techniques de gravure ou de moulage) ;
- soit par poinçonnage du support à l'envers (par exemple pour l'écriture Braille sur carton ou papier), seule la surface laissée en relief à l'endroit étant destinée à être lue tactilement.

En sculpture, on distingue généralement le bas-relief, dans lequel les sculptures ne se détachent que faiblement du fond, du haut-relief, dans lequel elles en sont presque totalement libérées. Par référence à la sculpture en ronde-bosse, le haut-relief est appelé également demi-bosse.